# Corrado Avolio
Corrado Avolio (* 16. Februar 1843 in Syrakus; † 1. September 1905 in Noto) war ein italienischer Romanist und Dialektologe.

## Leben und Werk
Avolio kämpfte 1860 an der Seite von Giuseppe Garibaldi in der Schlacht von Milazzo. Dann studierte er Pharmazie in Catania und ließ sich ab 1863 lebenslang als Apotheker in Noto nieder. Seine Leidenschaft galt der sizilianischen Dialektologie, in der er autodidaktisch zum anerkannten Wissenschaftler aufstieg. Er stand  mit zahlreichen linguistischen Fachvertretern seiner Zeit in Kontakt, vor allem mit Alessandro D’Ancona, Graziadio Ascoli und Michele Amari. Er prüfte und benannte die Codici Sciclitani, die sich nach seinem Tod als Fälschung herausstellten.
Bedeutend war Avolios Buch von 1882 über die sizilianischen Dialekte, das bis in die neueste Zeit herausgegeben wurde. Sein etymologisches Wörterbuch des Altsizilianischen und sein Dialektwörterbuch des Sizilianischen kamen nicht zum Abschluss, da er ab 1900 progressiv arbeitsunfähig wurde und 1905 im Alter von 62 Jahren starb.
In Noto ist eine Straße nach ihm benannt.

## Werke
- (Hrsg.) Canti popolari di Noto, Noto 1875, Bologna 1970, Palermo 1974, 2006
- Introduzione allo studio del dialetto siciliano. Tentativo d'applicazione del metodo storico-comparativo, Noto 1882, Palermo 1975, Sala Bolognese 1984, S. Cristina Geli 1993, Palermo 2009
- Saggio di toponomastica siciliana, in: Supplementi periodici dell'Archivio glottologico italiano 1899; hrsg. von Sebastiano Burgaretta, Noto 1937, Syrakus 1988